# 曹守勳
曹守勲（?—?），字元之，號元芝，河南汝寧府新蔡縣人，明朝政治人物。

## 生平
万历三十七年（1609年）己酉科河南鄉試第四十名舉人，四十四年（1616年）丙辰科进士。工部觀政，授曹县知县，四十六年本省同考，天啓二年行取考选，四月授浙江道御史，三年管节慎库，本年八月升陕西按察司佥事，养病。天啓五年十一月起升山西副使、分巡淮海道，七年加升按察使，养病。崇祯四年起復陝西洮岷道副使，後告歸。

## 家族
曾祖曹珮，举人。祖父曹大世，生员。伯父曹亨，嘉靖十四年进士，官工部尚书。父曹庚，生员。